# 14 août
Pour les articles homonymes, voir Quatorze-Août.
14 juillet 14 septembre
Chronologies thématiques
- Croisades
- Ferroviaires
- Sports
- Disney
- Anarchisme
- Catholicisme

Abréviations / Voir aussi
- (° 1852) = né en 1852
- († 1885) = mort en 1885
- a.s. = calendrier julien
- n.s. = calendrier grégorien
- Calendrier
- Calendrier perpétuel
- Liste de calendriers
- Naissances du jour

Le 14 août ou 14 aout est le 226e jour de l’année du calendrier grégorien, 227e lorsqu'elle est bissextile.
Son équivalent était généralement le 27 thermidor dans le calendrier républicain, officiellement dénommé « jour du colza ».

## Événements

### XIIIesiècle
1284 : mariage de Philippe IV de France et de Jeanne Ire de Navarre.

### XIVesiècle
- 1352 : bataille de Mauron (guerre de Succession de Bretagne), qui voit s’affronter l’armée anglo-bretonne de Jean IV de Montfort, à l’armée franco-bretonne de Charles de Blois. Les partisans de Montfort en sortent victorieux.
- 1385 : bataille d'Aljubarrota. Victoire portugaise des hommes de Jean Ier et de Don Nuno Álvares Pereira, soutenus par les Anglais, sur les troupes castillanes de Jean Ier de Castille, aidées par les Français.

### XVesiècle
- 1480 : sac d'Otrante, par Mehmed II, et exécution de 800 chrétiens refusant de se convertir à l'Islam.

### XVIesiècle
- 1598 : victoire irlandaise décisive, à la bataille de Yellow Ford, pendant la rébellion de Tyrone.

### XVIIesiècle
- 1678 : bataille de Saint-Denis (guerre de Hollande), opposant les Français, de François-Henri de Montmorency-Luxembourg, aux Néerlandais de Guillaume III. Aucun camp ne triomphe vraiment, et la bataille devient la plus dévastatrice du conflit.

### XVIIIesiècle
- 1756 : bataille de Fort Oswego (guerre de Sept Ans). Les troupes de Montcalm l’emportent sur les soldats britanniques de Mercer, en leur prenant le fort Oswego.
- 1769 : tremblement de terre en l'actuelle Haïti.
- 1791 : cérémonie du Bois-Caïman, acte fondateur de la Révolution haïtienne.

### XIXesiècle
- 1832 : indépendance de l’Équateur.
- 1844 : bataille d’Isly. Dernière bataille ayant lieu dans le cadre de l’expédition française au Maroc ; les troupes françaises sortent victorieuses de l’affrontement.
- 1865 : convention de Gastein, décidant du partage des duchés de Schleswig et de Holstein entre l’Autriche et la Prusse.
- 1897 : René Dufaure de Montmirail fonde l'Olympique de Marseille.
- 1900 : fin de la révolte des Boxers.

### XXesiècle
- 1917 : la République de Chine déclare la guerre à l'empire allemand.
- 1936 : l’armée nationaliste franquiste envahit la ville de Badajoz.
- 1941 : charte de l’Atlantique, ayant pour vue l’internationalisation des « quatre libertés » de Roosevelt.
- 1947 : indépendance du Pakistan.
- 1952 : emploi pour la première fois de l’expression « tiers-monde ». Terme imaginé par Alfred Sauvy, démographe et économiste français, pour désigner les pays les moins avancés en termes d’économie et de niveau de vie.
- 1969 : nomination de Lon Nol comme Premier ministre du Cambodge.
- 1971 : indépendance de Bahreïn.
- 1980 : les 17 000 ouvriers des chantiers navals Lénine de Gdańsk se mettent en grève, ce qui conduira à la création du syndicat Solidarność.
- 2000 : résolution no 1315, du Conseil de sécurité des Nations unies, pour la création du Tribunal spécial pour la Sierra Leone.

## Arts, culture et religion
- 1952 : première de L'amour de Danaé, opéra de Richard Strauss, créé à Salzbourg sous la direction de Clemens Krauss.

## Sciences et techniques
- 1457 : impression du Psautier de Mayence, premier livre à colophon imprimé.
- 1962 : jonction des équipes de percement françaises et italiennes du tunnel du Mont-Blanc.

## Économie et société
- 1979 : une tempête fait 15 morts parmi les concurrents de la course du Fastnet.
- 2007 : attentats à Qahtaniya, en Irak.
- 2017 : un attentat à Ouagadougou fait au moins 20 morts, et un autre mené à Tombouctou contre la MINUSMA fait 13 morts et des blessés.
- 2018 : en Italie, l'effondrement du pont autoroutier Morandi, à Gênes, cause la mort de 43 personnes.
- 2021 : à Haïti, un séisme de magnitude 7,2 survenu près de Petit-Trou-de-Nippes à environ 150 km à l'ouest de la capitale, Port-au-Prince fait au moins 2 983 victimes et plus de 12 000 blessés[2].
- 2024 : l'OMS déclare une urgence de santé publique de portée internationale (son plus haut niveau d'alerte) en raison de l'épidémie de variole du singe (mpox)[3].

## Naissances

### XVIesiècle
- 1530 : Giovanni Battista Benedetti, mathématicien, philosophe et physicien italien († 20 janvier 1590).

### XVIIesiècle
- 1688 : Frédéric-Guillaume Ier, roi de Prusse († 31 mai 1740).

### XVIIIesiècle
- 1714 : Claude Joseph Vernet, peintre français († 3 décembre 1789).
- 1733 : Jean-François Ducis, poète et écrivain français († 31 mars 1816).
- 1737 : Charles Hutton, mathématicien britannique († 27 janvier 1823).
- 1742 : Pie VII (Barnaba Niccolò Maria Luigi Chiaramonti), 251e pape († 20 août 1823).
- 1758 : Carle Vernet, dessinateur, caricaturiste et peintre français († 27 novembre 1836).
- 1777 : Hans Christian Ørsted, physicien et chimiste danois († 9 mars 1851).

### XIXesiècle
- 1817 : Ali III  (أبو الحسن علي باشا باي بن الحسين), bey de Tunis de 1882 à 1902 († 11 juin 1902).
- 1835 : Thomas « Tom » King, boxeur anglais († 3 octobre 1888).
- 1840 : Richard von Krafft-Ebing, psychiatre austro-hongrois († 22 décembre 1902).
- 1851 : Yannoulis Halepas (Γιαννούλης Χαλεπάς), sculpteur grec († 15 décembre 1939).
- 1857 : Paul Lesbazeilles, philosophe français († 26 décembre 1917).
- 1865 : Pietro Gori, avocat anarchiste italien († 8 janvier 1911).
- 1867 : John Galsworthy, homme de lettres britannique, prix Nobel de littérature en 1932 († 31 janvier 1933).
- 1874 : Paolo Baratta, peintre italien († 9 janvier 1940).
- 1880 : Fred Alexander, joueur de tennis américain († 3 mars 1969).
- 1888 : Robert Woolsey, acteur américain († 31 octobre 1938).
- 1896 : Albert Ball, pilote de chasse britannique et un as de l'aviation durant la Première Guerre mondiale († 7 mai 1917).
- 1899 : Adolphe Bousquet, joueur de rugby français († 17 mars 1972).
- 1900 : Earl Foster Thomson, cavalier américain, double champion olympique († 5 juillet 1971).

### XXesiècle
- 1901 : Alice Rivaz, écrivain suisse († 27 février 1998).
- 1902 : Blanche Montel, actrice française († 31 mars 1998).
- 1906 :
  - Marie-José de Belgique, princesse de Belgique et reine d'Italie († 27 janvier 2001).
  - Raymond Delatouche, historien et agronome français († 6 mai 2002).
- 1908 : Rudolf Ismayr, haltérophile allemand, champion olympique († 9 mai 1998).
- 1910 :
  - Willy Ronis, photographe français († 11 septembre 2009).
  - Pierre Schaeffer, ingénieur, compositeur et écrivain français († 19 août 1995).
- 1913 : Franck Pourcel, chef d’orchestre français († 12 novembre 2000).
- 1917 : Marty Glickman, athlète et commentateur sportif américain († 3 janvier 2001).
- 1921 : Jacques-Richard Delong, homme politique français († 15 juillet 2012).
- 1922 : Gilles Ouellet, évêque catholique québécois († 13 août 2009).
- 1924 :
  - Sverre Fehn, architecte norvégien († 23 février 2009).
  - Georges Prêtre, chef d’orchestre français († 4 janvier 2017).
  - Rangjung Rigpe Dorje, 16e karmapa, chef d'une école bouddhiste tibétaine († 5 novembre 1981)
- 1926 :
  - Georges Atlas, comédien français († 26 février 1996).
  - Agostino Cacciavillan, prélat italien († 5 mars 2002).
  - René Goscinny, scénariste de bandes dessinées français († 5 novembre 1977).
  - Buddy Greco, pianiste et chanteur de jazz américain († 10 janvier 2017).
- 1927 :
  - Roger Carel, comédien et prolifique doubleur vocal français († 11 septembre 2020).
  - Pierre Robin, conception d'avions légers français († 5 août 2020).
- 1928 :
  - Gunnar Andersson, footballeur franco-suédois († 1er octobre 1969).
  - Jacques Rouffio, réalisateur français († 8 juillet 2016).
  - Lina Wertmüller, scénariste et réalisatrice de cinéma italienne romaine d'origine suisse († 9 décembre 2021).
- 1929 : Dick Tiger (de son vrai nom Richard Ihetu), boxeur nigérian († 15 décembre 1971).
- 1930 : Earl Weaver, gérant de baseball américain († 19 janvier 2013).
- 1931 : Jacques Deschamps, comédien français († 6 septembre 2001).
- 1934 :
  - André Boniface, joueur de rugby français († 8 avril 2024).
  - Gerald Ouellette, tireur sportif canadien, champion olympique († 25 juin 1975).
- 1935 :
  - John Brodie, joueur américain de football américain.
  - Gary Tobian, plongeur américain, triple médaillé olympique.
- 1940 : Arthur Laffer, économiste libéral américain.
- 1941 : David Crosby, guitariste, chanteur et compositeur américain de divers groupes († 18 au 19 janvier 2023).
- 1942 : Jackie Oliver, pilote de F1 et d’endurance anglais.
- 1943 :
  - Jon Andrew McBride, astronaute américain († 7 août 2024).
  - Herman Van Springel, coureur cycliste belge († 25 août 2022).
- 1945 :
  - Steve Martin, acteur et humoriste américain.
  - Wim Wenders, cinéaste allemand.
- 1946 :
  - Antonio Fargas, acteur américain.
  - Larry Graham, chanteur et bassiste américain du groupe Sly and the Family Stone.
  - Susan Saint James, actrice américaine.
- 1947 :
  - Michel Seurat, sociologue et chercheur au CNRS français († 5 mars 1986 ?).
  - Danielle Steel, romancière américaine.
  - Jirō Taniguchi (谷口 ジロー), mangaka japonais († 11 février 2017).
- 1949 :
  - Jeanne Lamon, violoniste et chef d’orchestre américaine († 20 juin 2021).
  - Morten Olsen, footballeur puis entraîneur danois.
  - Dick Redmond, joueur de hockey sur glace canadien.
- 1951 : Jean-Christophe Cambadélis, homme politique français, premier secrétaire du Parti socialiste de 2014 à 2017.
- 1952 :
  - Mark Charles Lee, astronaute américain.
  - Catherine Picard, femme politique française.
  - Debbie Meyer, nageuse américaine, triple championne olympique.
- 1953 : James Horner, compositeur américain de musique de films († 22 juin 2015).
- 1957 : Tony Moran, acteur américain.
- 1958 : Yves Derisbourg, producteur et animateur de radio français.
- 1959 :
  - Marcia Gay Harden, actrice américaine.
  - Magic Johnson, basketteur américain.
- 1960 :
  - Sarah Brightman, chanteuse britannique.
  - Igor Nikulin, athlète soviétique puis russe spécialiste du lancer du marteau († 7 novembre 2021).
- 1962 : Horst Bulau, sauteur à ski canadien.
- 1963 : Emmanuelle Béart, actrice française.
- 1964 : Jean-Paul Roy, bassiste français.
- 1965 : Jean-Sylvestre Auniac, footballeur français.
- 1966 :
  - Halle Berry, actrice américaine.
  - David Hallyday, musicien et chanteur français.
  - Freddy Rincón, footballeur colombien († 13 avril 2022).
  - Christophe Sirugue, homme politique français.
  - Paolo Tofoli, volleyeur italien.
- 1967 : Jean-Marc Lhermet, joueur de rugby à XV français.
  - William Prunier, footballeur puis entraîneur français.
- 1968 :
  - Catherine Bell, actrice américaine.
  - Darren Clarke, golfeur nord-irlandais.
- 1969 :
  - Tracy Caldwell, astronaute américaine.
  - Preston Lacy, producteur de cinéma, scénariste, acteur et cascadeur américain.
- 1970 : Sláva Doseděl, joueur de tennis tchèque.
- 1971 : Andrea Peron, cycliste sur route italien.
- 1972 : Yamilé Aldama, athlète de triple saut cubaine puis soudanaise et ensuite britannique.
- 1973 :
  - Romane Bohringer, actrice française.
  - Jared Borgetti, footballeur mexicain.
  - Jay-Jay Okocha, footballeur nigérian.
  - Kieren Perkins, nageur australien.
- 1974 :
  - Rafael García, footballeur mexicain.
  - Christopher Gorham, acteur américain.
  - Tomer Sisley, humoriste et acteur français.
- 1978 :
  - Pascal Delhommeau, footballeur français.
  - Christophe Gueugneau, journaliste français.
- 1979 :
  - Séverine Beltrame, joueuse de tennis française.
  - Jérémie Bréchet, footballeur français.
  - Jamie Parker, acteur britannique.
- 1981 :
  - Yoan Audrin, joueur de rugby français.
  - Earl Barron, basketteur américain.
  - Adamo Coulibaly, footballeur français d’origine ivoirienne.
  - Kofi Kingston, lutteur ghanéen.
- 1983 : Mila Kunis, actrice américano-ukrainienne.
- 1984 :
  - Simon Andrews, pilote de vitesse moto britannique († 19 mai 2014).
  - Eva Birnerová, joueuse de tennis tchèque.
  - Giorgio Chiellini, footballeur italien.
  - Josh Gorges, joueur de hockey sur glace canadien.
  - Robin Söderling, joueur de tennis suédois.
- 1985 :
  - Ashlynn Brooke, actrice américaine.
  - Shea Weber, joueur de hockey sur glace canadien.
- 1986 : Kenny Hasbrouck, basketteur américain.
- 1987 :
  - Jacopo Guarnieri, cycliste sur route italien.
  - Adrien Lauper, joueur de hockey sur glace suisse.
- 1989 :
  - Augustine Rubit, basketteur américain.
  - Kyle Turris, joueur de hockey sur glace canadien.
- 1993 : Marie François, handballeuse française.
- 1996 : Neal Maupay, footballeur français.

## Décès

### VIesiècle
- 582 : Tibère II Constantin (Τιβέριος Α′ Κωνσταντίνος), empereur byzantin de 578 à 582 (° v. 530).

### XIesiècle
- 1040 : Duncan Ier, roi d’Écosse de 1034 à 1040 (° v. 1001).

### XIVesiècle
- 1319 : Valdemar de Brandebourg, margrave de Brandebourg (° 1280 ou 1281).

### XVesiècle
- 1433 : Jean Ier de Portugal, roi de Portugal et de l'Algarve (° 11 avril 1357).
- 1464 : Pie II (Enea Silvio Piccolomini), 210e pape de l’Église catholique (° 18 octobre 1405).
- 1486 : Marco Barbarigo, 73e doge de Venise de 1485 à 1486 (° 1413).

### XVIesiècle
- 1587 : Guillaume de Mantoue, duc de Mantoue (° 23 janvier 1538).

### XVIIesiècle
- 1660 : Marie de Mantoue, noble italienne, duchesse de Mantoue par mariage avec le duc Charles III de Mayenne (° 29 juillet 1609).
- 1665 : Charles II de Mantoue, duc de Mantoue (° 31 octobre 1629).
- 1692 : Nicolas Chorier, avocat, écrivain et historien français (° 1er septembre 1612).

### XVIIIesiècle
- 1793 : Gabriel Baudry d'Asson, militaire français et chef royaliste de la guerre de Vendée (° 1755).

### XIXesiècle
- 1860 : André Marie Constant Duméril, zoologiste français (° 1er janvier 1774).
- 1882 : « El Salamanquino » (Julián Casas del Guijo), matador espagnol (° 16 février 1918).
- 1886 :
  - Charles Gaslonde, homme politique français (° 13 mars 1812).
  - Edmond Laguerre, mathématicien français (° 9 avril 1834).
  - Calinic Miclescu, prêtre orthodoxe et un homme politique roumain (° 16 avril 1822).
- 1893 : Alexander Strauch, zoologiste germano-russe (° 1er mars 1832).

### XXesiècle
- 1931 :
  - Janie Marèse, actrice française (° 23 mai 1908).
  - Gitanillo de Triana, matador espagnol (° 23 septembre 1903).
- 1934 : Raymond Hood, architecte américain (° 29 mars 1881).
- 1938 : Hugh Trumble, joueur de cricket australien (° 12 mai 1867).
- 1941 :
  - Arthur Hiller, footballeur allemand (° 3 octobre 1881).
  - Maximilien Kolbe, religieux polonais et saint catholique (° 7 janvier 1894).
  - Paul Sabatier, chimiste français, prix Nobel de chimie en 1912 (° 5 novembre 1854).
- 1951 : William Randolph Hearst, magnat de la presse américain (° 29 avril 1863).
- 1952 : Gustave Violet, sculpteur français (° 18 juillet 1873).
- 1956 : Bertolt Brecht, dramaturge allemand (° 10 février 1898).
- 1958 : Frédéric Joliot-Curie, physicien français, prix Nobel de chimie en 1935 (° 19 mars 1900).
- 1964 :
  - Johnny Burnette, chanteur et guitariste américain (° 25 mars 1934).
  - Guy Decomble, acteur français (° 12 novembre 1910).
- 1965 : Vello Kaaristo, premier fondeur estonien à participer aux Jeux olympiques (° 17 mars 1911).
- 1967 : Robert « Bob » Anderson, pilote de vitesse moto américain (° 19 mai 1931).
- 1968 :
  - Augusto Álvaro da Silva, prélat brésilien (° 8 avril 1876).
  - Olivier Maurault, historien et prêtre canadien (° 1er janvier 1886).
  - Marcel Thil, boxeur français (° 25 mai 1904).
- 1972 :
  - Pierre Brasseur, acteur français (° 22 décembre 1905).
  - Jules Romains, poète et écrivain français académicien (° 26 août 1885).
  - Oscar Levant, pianiste, compositeur et acteur américain (° 27 décembre 1906).
- 1974 : Clay Shaw, homme d’affaires américain (° 17 mars 1913).
- 1980 : Dorothy Stratten, actrice et mannequin canadienne (° 28 février 1960).
- 1981 : Karl Böhm, chef d’orchestre autrichien (° 28 août 1894).
- 1985 : Marie Bell, actrice française (° 23 décembre 1900).
- 1988 : Enzo Ferrari, pilote automobile et industriel italien, fondateur de l'entreprise Ferrari (° 18 février 1898).
- 1992 :
  - John Sirica, juge américain, président du Tribunal dans l’affaire du Watergate (° 19 mars 1904).
  - Tony Williams (en), chanteur américain du groupe The Platters (° 5 avril 1928).
- 1993 : Francis Mankiewicz, réalisateur et scénariste québécois (° 15 mars 1944).
- 1994 : Elias Canetti, écrivain britannique d’expression allemande, prix Nobel de littérature en 1981 (° 25 juillet 1905).
- 1996 : Sergiu Celibidache, chef d’orchestre apatride d’origine roumaine (° 28 juin 1912).
- 1999 : Pee Wee Reese, joueur de baseball américain (° 23 juillet 1918).

### XXIesiècle
- 2003 :
  - Helmut Rahn, footballeur allemand (° 16 août 1929).
  - Robin Thompson, joueur de rugby irlandais (° 5 mai 1931).
- 2004 :
  - Neal Fredericks, producteur américain (° 24 juillet 1969).
  - Czesław Miłosz, poète et traducteur polonais, prix Nobel de littérature en 1980 (° 30 juin 1911).
- 2005 : Manolo Vázquez, matador espagnol (° 21 août 1930).
- 2006 :
  - Bruno Kirby, acteur américain (° 28 avril 1949).
  - Pierre-Noël Mayaud, prêtre jésuite, géophysicien et scientifique français (° 4 octobre 1923).
- 2007 :
  - Tikhon Khrennikov, compositeur et homme politique russe (° 10 juin 1913).
  - Sergio Vantaggiato, journaliste sportif italien (° 1967).
  - Sayoko Yamaguchi, mannequin et actrice japonaise (° 19 septembre 1949).
- 2008 :
  - Seiji Aochi (青地 清二), sauteur à ski japonais (° 21 juin 1942).
  - Marius Maziers, prélat français (° 1er mars 1915).
- 2009 :
  - Ted Kennedy, joueur de hockey sur glace canadien (° 12 décembre 1925).
  - Kimani Maruge, personnalité kényane (° 1920).
  - Nicolas Wyrouboff, résistant français, compagnon de la libération de la 1re division française libre (° 7 février 1915).
- 2010 :
  - Herman Leonard, photographe américain (° 6 mars 1923).
  - Moshe Lewin, historien franco-américain (° 7 novembre 1921).
  - Abbey Lincoln, chanteuse de jazz américaine (° 6 août 1930).
  - Alain Vogin, joueur de hockey sur glace puis entraîneur franco-canadien (° 15 novembre 1970).
- 2011 :
  - Austin-Emile Burke, prélat catholique canadien (° 22 janvier 1922).
  - Katerina Golubeva, actrice russe (° 9 octobre 1966).
  - Sofia Gon's, chanteuse franco-marocaine (° 12 janvier 1986).
  - Paul Reeves, ecclésiastique et homme d'état néo-zélandais (° 6 décembre 1932).
- 2012 : Henri Greder, copilote puis pilote de rallye auto français (° 30 novembre 1930).
- 2016 :
  - Hermann Kant, écrivain allemand (° 14 juin 1926).
  - Na. Muthukumar, poète, parolier et écrivain indien (° 12 juillet 1975).
- 2020 :
  - Ewa Demarczyk, chanteuse polonaise (° 16 janvier 1941).
  - Ferenc Petrovácz, tireur sportif hongrois (° 13 janvier 1944).
- 2023 :
  - Francesco Alberoni, sociologue, journaliste et professeur italien (° 31 décembre 1929).
  - Bruno Albert, architecte belge (° 19 août 1941).
- 2024 :
  - Georges Corm, historien, économiste et homme politique libanais (° 15 juin 1940).
  - Michel Dugué, poète et prosateur français (° 14 août 1946).
  - Denise Gagnon, actrice et enseignante canadienne (° 17 septembre 1936).
  - Eugenia Kalnay, météorologue argentine (° 1er octobre 1942).
  - Soke Kubota Takayuki, expert japonais en arts martiaux, grand maître de karaté (° 20 septembre 1934).
  - Delbar Nazari, femme politique afghane (° 1958).
  - Gena Rowlands, actrice américaine (° 19 juin 1930).
  - Volker Michael Strocka, archéologue classique allemand (° 26 février 1940).
  - Alexander Ushakov, biathlète soviétique puis russe (° 18 juillet 1948).

## Célébrations

### Nationales
- Indonésie : jour des scouts célébrant le premier défilé public de l’association Gerakan Pramuka[Quoi ?][4].
- Maroc (Union africaine) : fête nationale du retour de l’Oued Eddahab à la mère patrie en 1979.
- Pakistan : fête nationale célébrant son indépendance politique de 1947 vis-à-vis du Royaume-Uni et bientôt de l'Inde voisine.
- Paraguay : fête du drapeau[5].

### Saints des Églises chrétiennes

#### Saints des Églises catholiques et orthodoxes
Les saints ci-après sont référencés sur le site Nominis de la Conférence des évêques de France :
- Démètre († ?), martyr en Afrique, date orientale.
- Eberhard († 958) - ou « Évrard » -, né en Souabe, prévôt de la cathédrale de Strasbourg, puis fondateur du monastère d’Einsiedeln en Suisse.
- Eusèbe (IVe siècle), prêtre, fondateur d’une église à Rome.
- Eusèbe († vers 300), prêtre, martyr à Rome ou en Palestine, peut être identique au précédent ; date orientale.
- Fachanan († vers 600), abbé en Irlande et peut-être premier évêque de Ross.
- Lucius († ?), soldat martyr, mort par le feu ; date orientale.
- Marcel d’Apamée († vers 389), né à Chypre, évêque d’Apamée en Syrie, martyr des païens.
- Michée le prophète (VIIIe siècle av. J.-C.), sixième petit prophète (voir aussi les Michel et leurs variantes et saint archange les 29 septembre).
- Ursicin († vers 303) - ou « Oursicios » -, né à Sivention en Illyrie, tribun militaire, martyr sous Maximien.

#### Saints et bienheureux des Églises catholiques
Les saints et bienheureux ci-après sont référencés sur le site Nominis de la Conférence des évêques de France :
- Angel Marina Álvarez († 1936), bienheureux, Martyrs de la guerre en Espagne.
- Antônio de Almeida Lustosa († 1974), vénérable, évêque brésilien
- Antoine Primaldo († 1480), Martyr à Otrante en Italie
- Arnoult de Soissons († 1087) - ou « Arnoul » ou « Arnoulf » -, originaire du Brabant, d’abord au service de l’empereur et du roi de France Philippe Ier, puis évêque de Soissons.
- Bianca Piccolomini Clementini († 1959), fondatrice, vénérable.
- Dominique Ibáñez et François Shoyemon († 1633), dominicains, martyrs à Nagasaki sur l’ordre de Tokugava Yemitsu.
- Élisabeth Renzi († 1859), bienheureuse, fondatrice des Maîtresses religieuses de la Vierge des douleurs.
- Maximilien Kolbe († 1941), de son vrai nom « Rajmund Kolbe », frère mineur, martyr, fondateur de la Milice de l’Immaculée.
- Michael McGivney († 1890), Bienheureux, Fondateur de l'ordre des Chevaliers de Colomb
- Sanctès d’Urbino (1343 - 1390) - ou « Giansante Brancorsini d’Urbino » -, frère convers franciscain.
- Stefano Pendinelli († 1480), archevêque d’Otrante, avec Antoine Primaldo, tisserand, et environ 800 autres bienheureux, martyrs des Turcs dans les Pouilles.
- Vincent Rubiols Castello et Félix Yuste Cava († 1936), bienheureux prêtres et martyrs de la guerre d'Espagne.

Saints des Églises orthodoxes
- Syméon de Trébizonde († 1644 ou 1653), né à Trébizonde, fondeur d’or, martyr à Constantinople par la main des musulmans, mais à la demande des Juifs.

### Prénoms du jour
Bonne fête aux Évrard et ses variantes : Eber, Eberado, Éberhard, Ebert, Ébrard, Éverard, Évreux, etc.
Et aussi aux :
- Arnold et ses variantes : Arend, Arn, Arnaldo, Arnd, Arnoldo, Arnoldus, Arnoult, Arnulf, Arny, etc..
- Aux Kolbe,
- Maximilien, ses diminutifs : Mac, Mack, Maks, Massimo, Max, Maxey, Maxie, Maxim, Maxime, Maximo, Maximos, Maximus, Maxy ; ses variantes : Massimiliano, Maximilian, Maximiliane, Maximilianus, Maximilienne, Maximino, etc.
- Aux Merwen,
- Michée, etc.

## Traditions et superstitions

### Dictons
- « À la Saint-Eusèbe, au plus tard fais battre la gerbe. »
- « À la saint-Eusèbe, ponte de poule faible. »[7]
- « À saint-Eusèbe, un temps sec grossit la gerbe. »

### Astrologie
Signe du zodiaque : vingt-troisième jour du signe astrologique du lion.

## Toponymie
Les noms de plusieurs voies, places, sites ou édifices de pays ou régions francophones contiennent cette date sous diverses graphies possibles : voir Quatorze-Août .